# V (letter)

Een aantal voorbeelden van de letter V

De letter V is de 22ste letter van het moderne Latijnse alfabet.
Deze letter heeft, evenals de letter F en de Griekse letter Ypsilon (Υ, υ) de Semitische wâw als oorsprong. De Etrusken vereenvoudigden de letter tot V. De Etruskische klankwaarde was /u/, maar omdat het Latijn geen letter voor /w/ kende, gebruikten de Romeinen de V voor zowel de medeklinker /w/ als de klinker /u/. Bijvoorbeeld het woord 'via' (Latijn voor "weg") werd door hen uitgesproken als 'wie-aa'.
In de late middeleeuwen ontwikkelden zich twee verschillende vormen van de letter, die beide werden gebruikt voor de tegenwoordige letters U en V. De puntige v werd geschreven aan het begin van een woord, de ronde u in het midden en aan het einde van het woord, ongeacht de uitspraak. Uiteindelijk ontstond in de 17e eeuw het gebruik om de v te gebruiken voor de medeklinker en de u voor de klinker, waarmee de moderne letter werd geboren. De hoofdletter U ontstond in deze tijd, voordien werd steeds een grote V geschreven. Toen de letters u en v eenmaal als aparte letters waren erkend, stond de v in het alfabet voor de u. De huidige volgorde is pas in de moderne tijd in zwang gekomen.
De letter v kent in het Nederlands tegenwoordig grote overeenkomsten met de letter f, maar wordt minder scherp, stemhebbend, uitgesproken. Nederlands taal- en letterkundige Balthazar Huydecoper merkte in 1730 in Proeve van Taal- en Dichtkunde op dat de zachtheid of scherpte wordt bepaald door naburige klanken. Als een v op een t volgt, wordt de letter vanzelf wat scherper uitgesproken, wat echter nog niet wil zeggen dat deze net zo scherp is als een f. Hij meent dat de mensen die in 'ontvangen' de v net zo scherp uitspreken als de f in 'ontfermen' en in 'ontfutselen', deze niet op de juiste manier uitspreken. De Duitse v spreekt men in het Nederlands wel uit als een f.
In zowel het internationale spellingsalfabet als het Nederlandse telefoonalfabet wordt de V weergegeven door middel van de naam Victor.